# 837 Schwarzschilda
837 Schwarzschilda este un asteroid din centura principală, descoperit pe 23 septembrie 1916, de Max Wolf.